# Хиршфелд (Саксонија)
Хиршфелд (њем. Hirschfeld) општина је у њемачкој савезној држави Саксонија. Једно је од 33 општинска средишта округа Цвикау. Према процјени из 2010. у општини је живјело 1.244 становника. Посједује регионалну шифру (AGS) 14524110.

## Географски и демографски подаци
Хиршфелд се налази у савезној држави Саксонија у округу Цвикау. Општина се налази на надморској висини од 380 метара. Површина општине износи 19,1 km². У самом мјесту је, према процјени из 2010. године, живјело 1.244 становника. Просјечна густина становништва износи 65 становника/km².